# Helmsdorf, Eichsfeld
Helmsdorf là một đô thị thuộc huyện Eichsfeld nước Đức. Đô thị này có diện tích 5,23 km², dân số thời điểm 31 tháng 12 năm 2006 là 563 người.